# Warner Miller

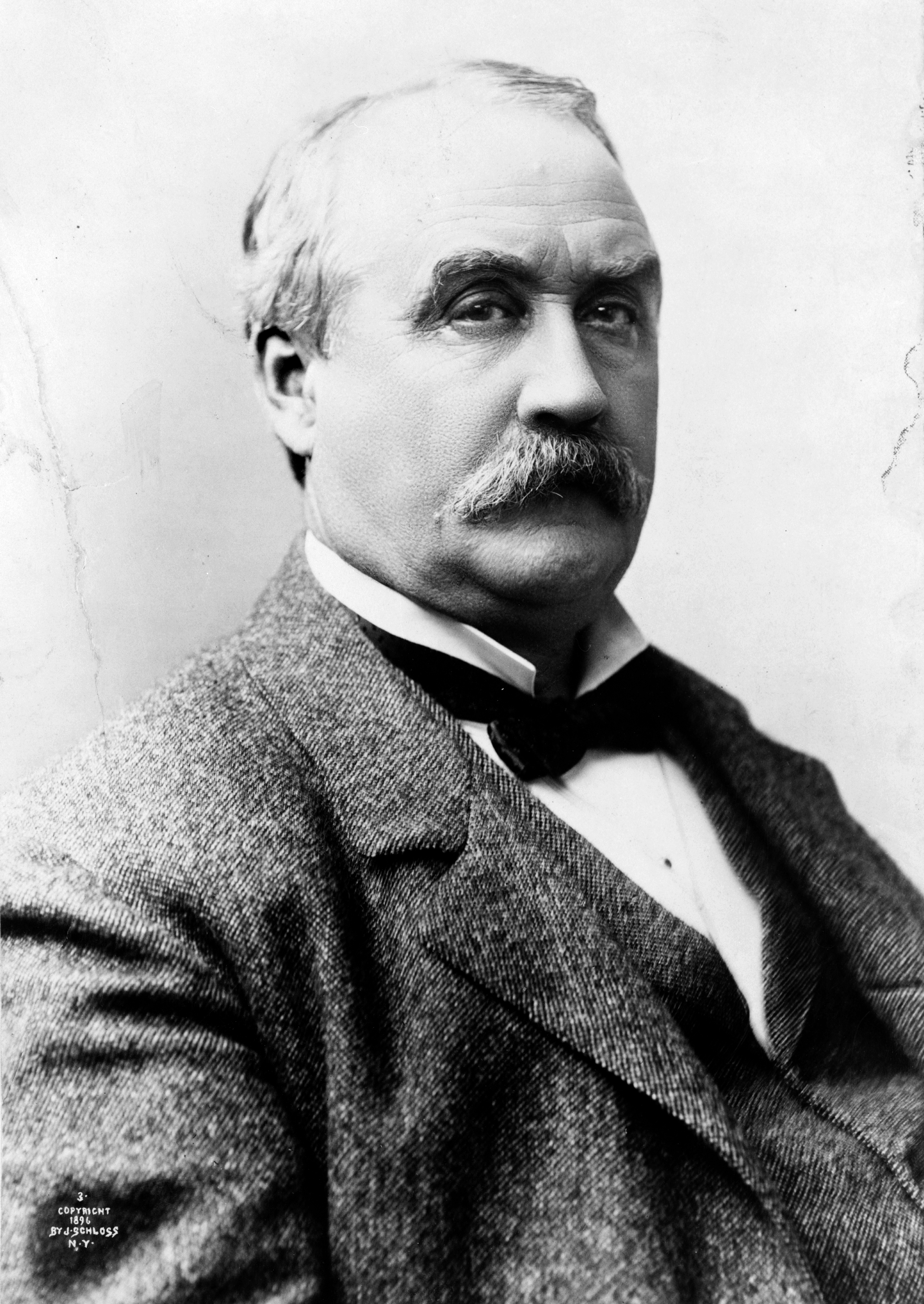
Warner Miller

Warner Miller (* 12. August 1838 in Hannibal, Oswego County, New York; † 21. März 1918 in New York City) war ein US-amerikanischer Politiker (Republikanische Partei), der den Bundesstaat New York in beiden Kammern des Kongresses vertrat.

## Leben
Als Kind besuchte Miller die öffentlichen Schulen und eine Privatschule in Charlottesville, ehe er 1860 seinen Abschluss am Union College in Schenectady machte. Später wurde er Dozent für Latein und Griechisch an einem Studienkolleg in Fort Edward.
Am Bürgerkrieg nahm Miller ab 1861 zunächst als Freiwilliger im Rang eines Private teil; er gehörte zu einem Kavallerieregiment aus New York. Später wurde er zum Leutnant befördert. Während der Schlacht von Winchester geriet er in konföderierte Gefangenschaft; er wurde ausgetauscht und im Anschluss ehrenhaft aus der Armee entlassen.
Nach der Rückkehr aus dem Krieg betätigte sich Miller erst einmal in der Landwirtschaft. Er gründete ein Holzschliffunternehmen und entwickelte neue Techniken zur Papierherstellung. Später war er Präsident der American Paper & Pulp Association.

## Öffentliche Ämter
Von 1873 bis 1876 gehörte der Republikaner Warner der New York State Assembly an. 1878 wurde er ins US-Repräsentantenhaus gewählt, wo er nach einer Wiederwahl bis zu seinem Rücktritt am 26. Juli 1881 verblieb. Miller wechselte am folgenden Tag innerhalb des Kongresses in den Senat; dort nahm er den Platz des zurückgetretenen Thomas C. Platt ein. Nach gescheitertem Wiederwahlversuch schied er am 3. März 1887 aus dem Senat aus, in dem er unter anderem Vorsitzender des Landwirtschaftsausschusses (Committee on Agriculture and Forestry) war.
Eine Rückkehr in die Politik schlug 1888 fehl, als er sich vergeblich um das Amt des Gouverneurs von New York bewarb. Mit 48 Prozent der Stimmen unterlag er dem demokratischen Amtsinhaber David B. Hill (49,5 Prozent) nur recht knapp. 1906 war Miller dann noch Vorsitzender einer Steuersonderkommission des Staates New York, ehe er sich aus dem öffentlichen Leben zurückzog und sich in Herkimer zur Ruhe setzte.